# فردایی بهتر ۲
فردایی بهتر ۲  (به انگلیسی: A Better Tomorrow II) یک فیلم اکشن هنگ کنگی محصول سال ۱۹۸۷ به کارگردانی و نویسندگی جان وو است.

## بازیگران
- دین شک
- چو یون فات
- تی لونگ
- لسلی چونگ
- امیلی چو
- کوان شان
- کنث تسانگ
- لام چانگ
- نگ مان-تات
- پیتر وانگ
- لوئیس روث
- رجینا کنت